# Castello di Totnes
Il castello di Totnes (in inglese Totnes Castle) è un castello fortificato della cittadina inglese di Totnes, nella contea del Devon (Inghilterra sud-occidentale), realizzato tra il XIII e il XIV secolo, ma le cui origini risalgono all'XI secolo.
L'edificio è classificato come castello di primo grado ed è considerato uno dei migliori esempri rimasti di motte e bailey di epoca normanna.

## Storia
In origine venne eretto  in loco nell'XI secolo un castello in legno per volere del cavaliere normanno Judhael de Totnes, noto anche come Judhael di Bretagna, al quale era stato concesso il territorio da Guglielmo il Conquistatore poco dopo la conquista normanna dell'Inghilterra.  Il castello si ergeva su una collinetta dell'altezza di 17,5 metri e del diametro di 56 metri.
In seguito, dopo nel 1196 Totnes era diventata di proprietà della potente famiglia De Braose, il castello originario venne fatto sostituire nel 1219 da un castello in pietra per volere di Reginald de Braose.
La famiglia De Braose rimase proprietaria diTotnes e del suo castello fino al 1230, anno in cui la proprietà venne ceduta alla famiglia normanna dei Cantilupe, famiglia che cedette a sua volta la proprietà nel 1273 alla famiglia De la Zouche.
A un membro della famiglia De la Zouche, William, è attribuita l'aggiunta del dongione, realizzato secondo lo stile normanno tra il XIII e il XIV secolo assieme a delle mura difensive. 
Il castello fu in seguito di proprietà delle famiglie Edgecombe di Cotehele e Seymour, prima di essere ceduto allo Stato nel 1946.

## Architettura
Il castello si erge su una collina che si affaccia sul fiume Dart.
Il castello è a forma di U ed è protetto su tre lati da mura difensive.